# Rýdeč
Rýdeč (německy Ritschen) je vesnice, část obce Malečov v okrese Ústí nad Labem. Nachází se asi 4 km na jihovýchod od Malečova. V roce 2009 zde bylo evidováno 70 adres. V roce 2011 zde trvale žilo 85 obyvatel.
Rýdeč je také název katastrálního území o rozloze 1,26 km2.

## Historie
Nejstarší písemná zmínka pochází z roku 1407.

## Obyvatelstvo
|                                                                                          | 1869 | 1880 | 1890 | 1900 | 1910 | 1921 | 1930 | 1950 | 1961 | 1970 | 1980 | 1991 | 2001 | 2011 |
| ---------------------------------------------------------------------------------------- | ---- | ---- | ---- | ---- | ---- | ---- | ---- | ---- | ---- | ---- | ---- | ---- | ---- | ---- |
| Obyvatelé                                                                                | 247  | 258  | 260  | 275  | 273  | 261  | 275  | 110  | 90   | 83   | 97   | 56   | 76   | 85   |
| Domy                                                                                     | 52   | 54   | 54   | 53   | 53   | 53   | 54   | 46   | 31   | 22   | 28   | 20   | 36   | 37   |
| Počet domů z roku 1961 a data z let 1980 a 1991 zahrnují také údaje místní části Řetouň. |      |      |      |      |      |      |      |      |      |      |      |      |      |      |